# Jahana Noboru
Jahana Noboru est un nom japonais traditionnel ; le nom de famille (ou le nom d'école), Jahana, précède donc le prénom (ou le nom d'artiste).
Jahana Noboru (謝花 昇), né le 16 novembre 1865 à Okinawa et décédé à l'âge de 42 ans le 26 octobre 1908, est un fonctionnaire japonais de la préfecture d'Okinawa surtout connu pour avoir milité pour les droits civiques des Okinawais en relation avec le mouvement pour la liberté et les droits du peuple.

## Biographie
Jahana Noboru est né en 1865 dans une famille d'agriculteurs de Kochinda (en), magiri à Okinawa. En 1882, il part faire ses études à Tokyo à l'école Gakushūin et à l'université impériale de Tokyo. Il est alors l'un des cinq premiers boursiers de la préfecture. Il est ensuite embauché par la préfecture d'Okinawa comme ingénieur agricole et forestier. Il mène ainsi une réforme de plusieurs politiques agricoles trop strictes et oppressantes, comme les quotas sur la production de sucre, et écrit un livre sur le sujet, « Sur l'industrie sucrière d'Okinawa » (沖縄糖業論, Okinawa tōgyō ron). Il aide également à établir la banque d'Agriculture et d'Industrie (農工銀行, Nōkō ginkō), et s'implique dans l'exploitation forestière et d'autres domaines. Il s'oppose cependant au gouverneur de la préfecture, Narahara Shigeru, sur plusieurs de ses décisions politiques comme la vente de terres publiques et la création de nouvelles terres agricoles, et finit par démissionner de son poste à la préfecture.
De retour à Tokyo, Jahana, Tōyama Kyūzō et d'autres mécontents, forment le « club okinawais » et débutent un mouvement pour le droit de vote. Il publie dans le même temps un traité intitulé « Sur les affaires actuelles d'Okinawa » (沖縄時論, Okinawa jiron). Le mouvement s'oppose au gouverneur, au gouvernement de la préfecture et à d'autres administrations qui attaquent fermement l'organisation et la forcent à se dissoudre. Cela fait perdre la raison à Jahana qui meurt à 42 ans.